# 咲坂伊緒
咲坂 伊緒（さきさか いお、6月8日 - ）は、日本の漫画家。東京都出身、血液型B型。

## 略歴
- 1999年 - 『デラックスマーガレット』11月号にて、「サクラ、チル」がデビュー作として掲載された[1]。
- 2009年 - 日本出版販売が運営する第4回「全国書店員が選んだおすすめコミック」で、『ストロボ・エッジ』がランクイン。
- 2012年 - 第7回「全国書店員が選んだおすすめコミック」で、『アオハライド』が3位にランクイン[4]。
- 2017年 - 第41回講談社漫画賞に『思い、思われ、ふり、ふられ』がノミネートされた[5]（落選[6]）。
- 2018年 - 『思い、思われ、ふり、ふられ』が第63回小学館漫画賞少女向け部門を受賞した[2][3]。
- 2024年 - 新連載『ユメかウツツか』が、6月13日発売の別冊マーガレット7月号（集英社）にて開始[7]。

## 作品リスト

### 漫画作品
- 凡例
  - 〈種〉連載か読切かで2種に大別。
  - 〈収録〉1：CALL MY NAME / 2：バイバイ、リトル / 3：君ばっかりの世界 / 4：GATE OF PLANET / 5：マスカラブルース / 6：咲坂伊緒 恋愛女子短編集 君ばっかりの世界 / 7：咲坂伊緒 恋愛女子短編集Ⅱ マスカラ ブルース / 他：短編集以外への収録 / 未：単行本未収録

|  | 連載作品 |  | 読切作品 |

|    | 作品名                     | 種   | 発行   | 掲載 | 収録 | 注記                                                                                   |
| -- | -------------------------- | ---- | ------ | --- | ---- | -------------------------------------------------------------------------------------- |
| 1  | サクラ、チル               | 読切 | 集英社 | デラックスマーガレット 1999年11月号                                                                                   | 未   | デビュー作。                                                                           |
| 2  | 愛のある風景               | 読切 | 集英社 | デラックスマーガレット 2000年3月号                                                                                    | 1    |                                                                                        |
| 3  | CALL MY NAME               | 読切 | 集英社 | デラックスマーガレット 2000年7月号                                                                                    | 1    |                                                                                        |
| 4  | ピンクになりたい。         | 読切 | 集英社 | 別マスペシャル 2000年夏の増刊号                                                                                       | 1    |                                                                                        |
| 5  | 「好き」なんて言わない     | 読切 | 集英社 | 別冊マーガレット 2000年11月号                                                                                         | 1    |                                                                                        |
| 6  | 透明の夢をみてる           | 読切 | 集英社 | 別マスペシャル 2001年お正月増刊号                                                                                     | 1    |                                                                                        |
| 7  | バイバイ、リトル           | 読切 | 集英社 | デラックスマーガレット 2001年5月号                                                                                    | 2・7 |                                                                                        |
| 8  | TOO YOUNG                  | 読切 | 集英社 | 別冊マーガレット 2001年8月号                                                                                          | 2    |                                                                                        |
| 9  | 私の胸はチリチリと         | 読切 | 集英社 | デラックスマーガレット 2001年11月号                                                                                   | 2    |                                                                                        |
| 10 | 恋と馬鹿と私               | 読切 | 集英社 | 別冊マーガレット 2001年12月号                                                                                         | 2・6 |                                                                                        |
| 11 | 私の恋人                   | 連載 | 集英社 | 別冊マーガレット | —    |                                                                                        |
| 12 | 二番目に咲く花             | 読切 | 集英社 | 別冊マーガレット 2003年1月号                                                                                          | 他   | 『私の恋人』2巻に併録。                                                                |
| 13 | 片想い                     | 読切 |        | | 他   | 『私の恋人』2巻に併録。                                                                |
| 14 | 女の子。男の子。           | 読切 | 集英社 | 別冊マーガレット 2003年6月号                                                                                          | 3    |                                                                                        |
| 15 | 男の子。女の子。           | 読切 | 集英社 | デラックスマーガレット 2003年9月号                                                                                    | 3    |                                                                                        |
| 16 | ピカピカオレンジ           | 読切 | 集英社 | デラックスマーガレット 2004年1月号                                                                                    | 3・6 |                                                                                        |
| 17 | 君ばっかりの世界           | 読切 | 集英社 | デラックスマーガレット 2004年5月号                                                                                    | 3・6 |                                                                                        |
| 18 | GATE OF PLANET             | 読切 | 集英社 | 別冊マーガレット 2004年7月号                                                                                          | 4・6 |                                                                                        |
| 19 | 溺れる少年                 | 読切 | 集英社 | 別冊マーガレット 2004年10月号                                                                                         | 未   |                                                                                        |
| 20 | 恋雫                       | 読切 | 集英社 | デラックスマーガレット 2005年1月号                                                                                    | 4・6 |                                                                                        |
| 21 | NEXT WORLD                 | 読切 | 集英社 | 別冊マーガレット 2005年3月号                                                                                          | 4・7 |                                                                                        |
| 22 | 明日みる夢                 | 読切 | 集英社 | デラックスマーガレット 2005年7月号                                                                                    | 4・6 |                                                                                        |
| 23 | マスカラ ブルース          | 読切 | 集英社 | デラックスマーガレット 2005年11月号                                                                                   | 5・7 |                                                                                        |
| 24 | BLUE                       | 連載 | 集英社 | 別冊マーガレット 2006年4月号 - 7月号                                                                                  | —    |                                                                                        |
| 25 | 私が私であるために-長い夢- | 読切 | 集英社 | デラックスマーガレット 2006年11月号                                                                                   | 5・7 |                                                                                        |
| 26 | ロマンスの輪郭             | 読切 | 集英社 | デラックスマーガレット 2007年1月号                                                                                    | 5・7 |                                                                                        |
| 27 | ストロボ・エッジ           | 連載 | 集英社 | 別冊マーガレット 2007年7月号 - 2010年9月号                                                                            | —    | 青春三部作。2015年3月実写映画公開。                                                    |
| 28 | アオハライド               | 連載 | 集英社 | 別冊マーガレット 2011年2月号 - 2015年3月号                                                                            | —    | 青春三部作。2014年7月テレビアニメ化。2014年12月実写映画公開。2023年9月テレビドラマ化。 |
| 29 | 俺ライド!!                 | 読切 | 集英社 | 別冊マーガレット 2013年7月号 別冊マーガレット 2014年2月号別冊ふろく『BETSUMA 50TH ANNIVERSARY SPECIAL TRIBUTE VOL.2』 | 未   | 『アオハライド』と『俺物語!!』のコラボ作品。                                           |
| 30 | 思い、思われ、ふり、ふられ | 連載 | 集英社 | 別冊マーガレット 2015年7月号 - 2019年6月号                                                                            | —    | 青春三部作。2020年8月14日から実写映画、9月18日からアニメ映画が公開。                   |
| 31 | 乙女のいたり               | 読切 | 集英社 | 別冊マーガレット 2020年6月号                                                                                          | 他   | 『サクラ、サク。』5巻に併録。                                                          |
| 32 | サクラ、サク。             | 連載 | 集英社 | 別冊マーガレット 2021年3月号 - 2023年11月号 2023年12月号〈番外編〉                                                    | —    |                                                                                        |
| 33 | ユメかウツツか             | 連載 | 集英社 | 別冊マーガレット 2024年7月号 - 連載中                                                                                 | —    |                                                                                        |

### 書籍
特記がない限り集英社のマーガレットコミックスから刊行されている。
- 『CALL MY NAME』、2001年5月25日発売[16]、ISBN 4-08-847378-7
- 『バイバイ、リトル』、2002年1月25日発売[17]、ISBN 4-08-847468-6
- 『私の恋人』、2002年 - 2003年、全2巻
  1. 2002年10月25日発売[18]、ISBN 4-08-847566-6
  2. 2003年4月25日発売[19]、ISBN 4-08-847627-1
- 『君ばっかりの世界』、2004年8月25日発売[20]、ISBN 4-08-847778-2
- 『GATE OF PLANET』、2005年12月22日発売[21]、ISBN 4-08-846018-9
- 『BLUE』、2006年11月24日発売[22]、ISBN 4-08-846114-2
- 『マスカラブルース』、2007年6月25日発売[23]、ISBN 978-4-08-846184-7
- 『ストロボ・エッジ』、2007年 - 2010年、全10巻
- 『アオハライド』、2011年 - 2015年、全13巻
- 『咲坂伊緒 恋愛女子短編集 君ばっかりの世界』集英社〈集英社文庫〉、2014年8月19日発売[24]、ISBN 978-4-08-619508-9
- 『思い、思われ、ふり、ふられ』、2015年 - 2019年、全12巻
- 『咲坂伊緒 恋愛女子短編集Ⅱ マスカラ ブルース』集英社〈集英社文庫〉、2016年2月18日発売[25][26]、ISBN 978-4-08-619622-2
- 『サクラ、サク。』、2021年 - 2023年、全9巻
  1. 2021年5月25日発売[27][28]、ISBN 978-4-08-844488-8
  2. 2021年9月24日発売[29]、ISBN 978-4-08-844531-1
  3. 2022年1月25日発売[30]、ISBN 978-4-08-844577-9
  4. 2022年5月25日発売[31]、ISBN 978-4-08-844610-3
  5. 2022年8月25日発売[32]、ISBN 978-4-08-844692-9
  6. 2022年12月23日発売[33]、ISBN 978-4-08-844705-6
  7. 2023年4月25日発売[34]、ISBN 978-4-08-844740-7
  8. 2023年8月24日発売[35]、ISBN 978-4-08-844795-7
  9. 2023年12月25日発売[36]、ISBN 978-4-08-844850-3
- 『ユメかウツツか』、2025年 - 、既刊3巻（2025年7月25日現在）
  1. 2025年2月25日発売[37]、ISBN 978-4-08-843106-2
  2. 2025年2月25日発売[38]、ISBN 978-4-08-843107-9
  3. 2025年7月25日発売[39]、ISBN 978-4-08-843159-8

### その他
- ハル（アニメーション映画、2013年）キャラクター原案
- 集英社新版 学習まんが 日本の歴史（20）激動する世界と日本（監修：安田常雄、シナリオ：鍋田吉郎、まんが：たなかじゅん、2016年[40]、ISBN 978-4-08-239120-1）カバーイラスト担当
- 個性咲かせるフラワーズ[41][42][43]（『SPUR』2020年11月号）イラスト
- さんま・玉緒のお年玉!あんたの夢をかなえたろかSP2021[44][45]（バラエティ番組、2021年）告白シーンの演出、描き下ろし漫画
- 星の王子さま[46][47]（漫画『もしも東京』展参加。東京都現代美術館で2021年8月4日 - 9月5日開催）
- 咲坂伊緒先生×miwaさんスペシャル対談[48]（『別冊マーガレット』2022年6月号） - 『サクラ、サク。』4巻に併録。
- 『サクラ、サク。』PV第2弾作成記念 咲坂伊緒先生×the shes goneスペシャル対談（『別冊マーガレット』2022年9月号） - 『サクラ、サク。』5巻に併録。

## 関連人物
- 川端志季[49] - アシスタント経験者。
- 如月園 - 日本の漫画家。単行本「きのう、きょう、あした」の帯にコメントを寄せている[50][51]。